# Épieds (Eure)
Pour les articles homonymes, voir Épieds.
Pour les articles ayant des titres homophones, voir Épiez.
Épieds est une commune française située dans le département de l'Eure en région Normandie.

## Géographie

### Localisation
| La Boissière       | Merey  |         |
| Serez              | Épieds | Neuilly |
| La Couture-Boussey |        | Neuilly |

### Hydrographie
La commune est située dans le bassin Seine-Normandie. Elle n'est drainée par aucun cours d'eau,.

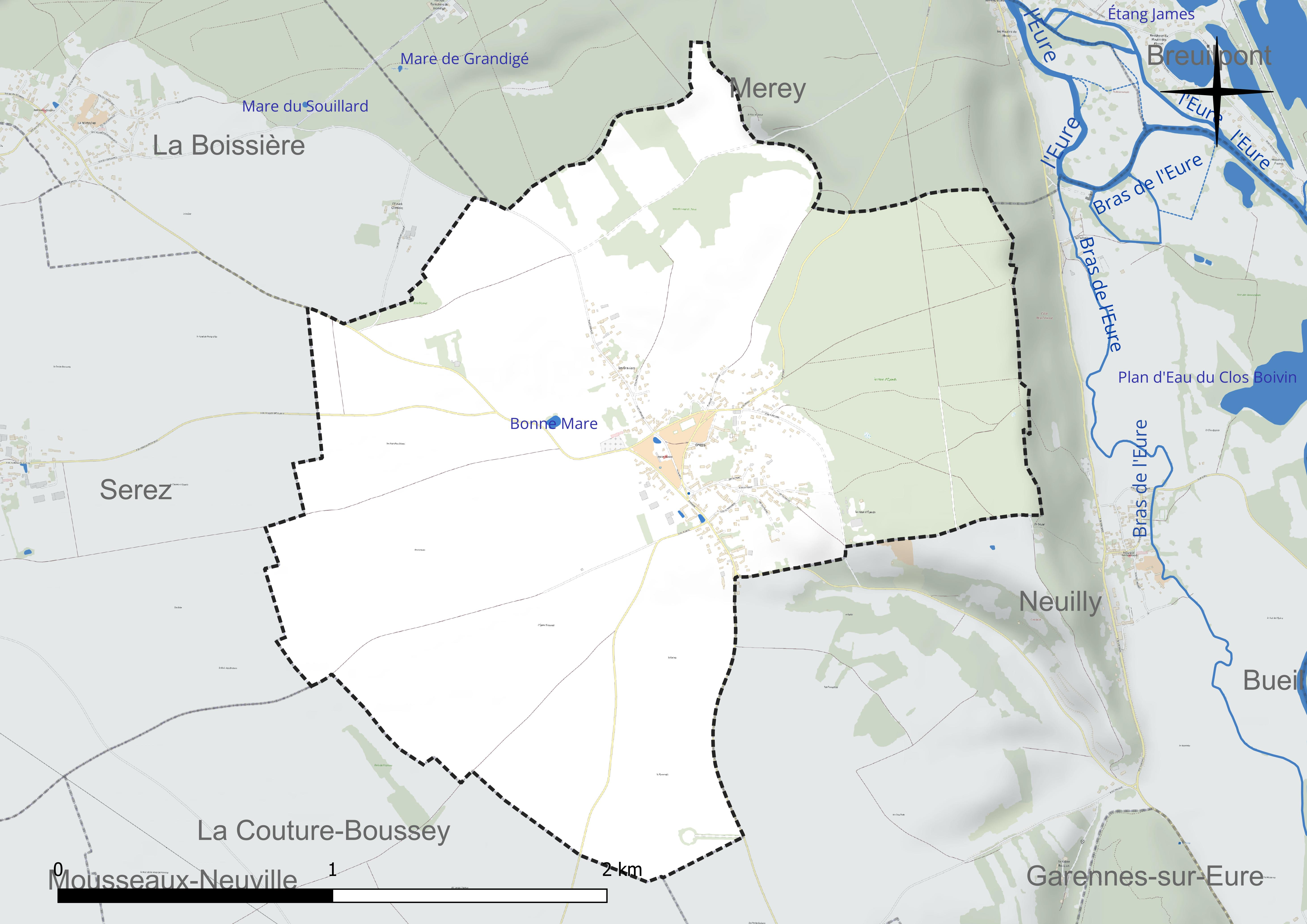
Réseau hydrographique d'Épieds.

Un plan d'eau complète le réseau hydrographique : Bonne Mare (0,2 ha),.

### Climat
Pour des articles plus généraux, voir Climat de la Normandie et Climat de l'Eure.
En 2010, le climat de la commune est de type climat océanique dégradé des plaines du Centre et du Nord, selon une étude du CNRS s'appuyant sur une série de données couvrant la période 1971-2000. En 2020, Météo-France publie une typologie des climats de la France métropolitaine dans laquelle la commune est exposée à un climat océanique et est dans la région climatique  Sud-ouest du bassin Parisien, caractérisée par une faible pluviométrie, notamment au printemps (120 à 150 mm) et un hiver froid (3,5 °C). Parallèlement le GIEC normand, un groupe régional d’experts sur le climat, différencie quant à lui, dans une étude de 2020, trois grands types de climats pour la région Normandie, nuancés à une échelle plus fine par les facteurs géographiques locaux. La commune est, selon ce zonage, exposée à un « climat des plateaux abrités », correspondant aux plaines agricoles de l’Eure, avec une pluviométrie beaucoup plus faible que dans la plaine de Caen en raison du double effet d’abri provoqué par les collines du Bocage normand et par celles qui s’étendent sur un axe du Pays d'Auge au Perche.
Pour la période 1971-2000, la température annuelle moyenne est de 10,4 °C, avec  une amplitude thermique annuelle de 14,5 °C. Le cumul annuel moyen de précipitations est de 637 mm, avec 10,6 jours de précipitations en janvier et 8,1 jours en juillet. Pour la période 1991-2020, la température moyenne annuelle observée sur la station météorologique la plus proche, située sur la commune de Guichainville à 16 km à vol d'oiseau, est de 11,1 °C et le cumul annuel moyen de précipitations est de 659,6 mm,. Pour l'avenir, les paramètres climatiques de la commune estimés pour 2050 selon différents scénarios d’émission de gaz à effet de serre sont consultables sur un site dédié publié par Météo-France en novembre 2022.

## Urbanisme

### Typologie
Au 1er janvier 2024, Épieds est catégorisée commune rurale à habitat dispersé, selon la nouvelle grille communale de densité à 7 niveaux définie par l'Insee en 2022.
Elle est située hors unité urbaine. Par ailleurs la commune fait partie de l'aire d'attraction de Paris, dont elle est une commune de la couronne,. 

### Occupation des sols
L'occupation des sols de la commune, telle qu'elle ressort de la base de données européenne d’occupation biophysique des sols Corine Land Cover (CLC), est marquée par l'importance des territoires agricoles (67 % en 2018), une proportion sensiblement équivalente à celle de 1990 (67,8 %). La répartition détaillée en 2018 est la suivante : 
terres arables (66,8 %), forêts (24,6 %), zones urbanisées (8,4 %), zones agricoles hétérogènes (0,2 %). L'évolution de l’occupation des sols de la commune et de ses infrastructures peut être observée sur les différentes représentations cartographiques du territoire : la carte de Cassini (XVIIIe siècle), la carte d'état-major (1820-1866) et les cartes ou photos aériennes de l'IGN pour la période actuelle (1950 à aujourd'hui).

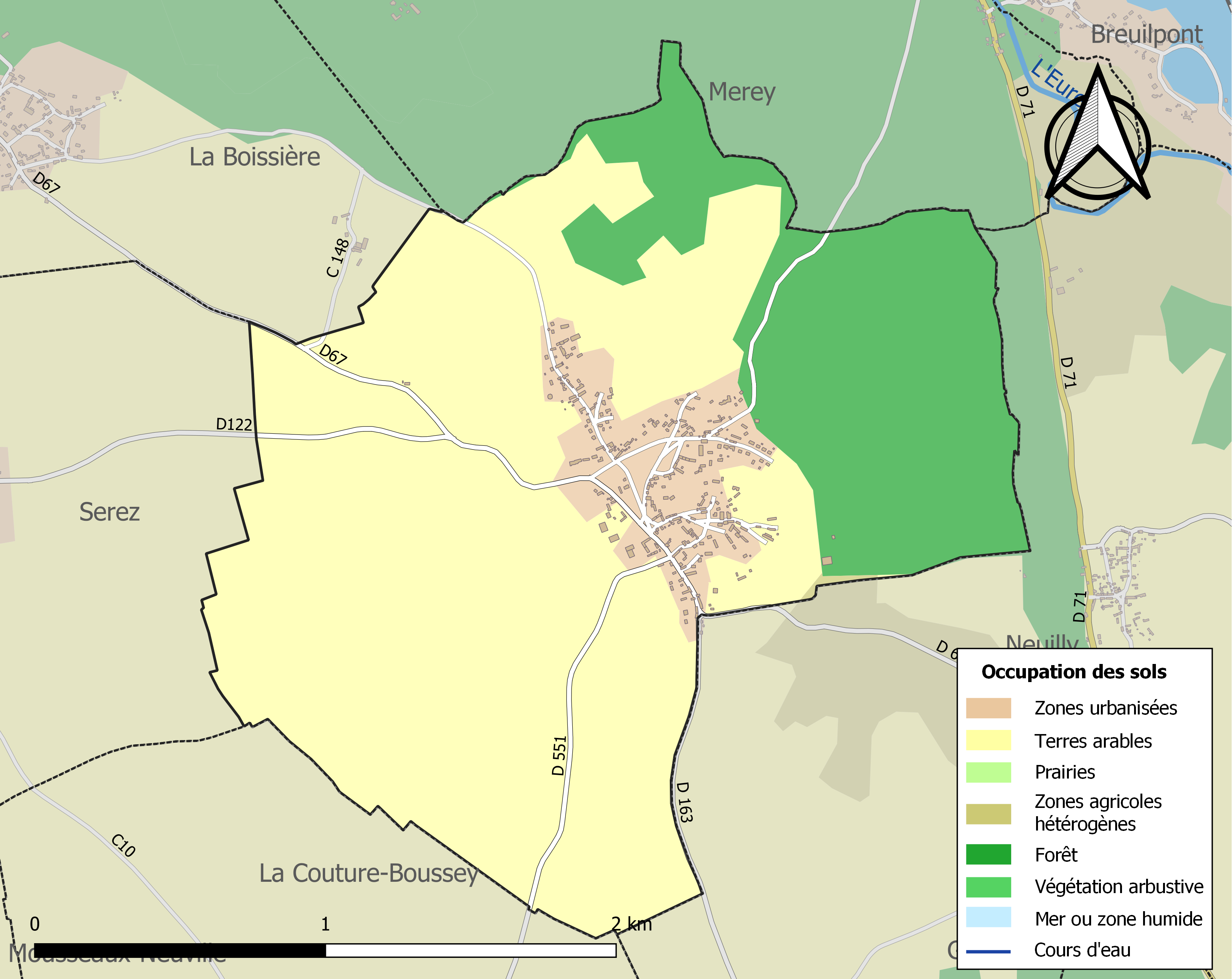
Carte des infrastructures et de l'occupation des sols de la commune en 2018 (CLC).

## Toponymie
Le nom de la localité est attesté sous les formes Espiers vers 1120, S. Martinus d’Eperiis en 1590 (cartulaire d’Ivry), Espies en 1456 (archives nationales), Espieds en 1722.
Du latin tardif *spicarios, variante masculine de spicarium avec le sens de « grange », provenant du latin spica « épi », « bâtiment où s’entassent les épis ».
Homonymie avec Épieds (Aisne), Épieds (Maine-et-Loire) et Épieds-en-Beauce.

## Politique et administration
| Période                                  | Période  | Identité    | Étiquette | Qualité         |
| ---------------------------------------- | -------- | ----------- | --------- | --------------- |
| mars 2001                                | En cours | Ketty Revel | DVG       | Agent technique |
| Les données manquantes sont à compléter. |          |             |           |                 |

## Démographie
L'évolution du nombre d'habitants est connue à travers les recensements de la population effectués dans la commune depuis 1793. Pour les communes de moins de 10 000 habitants, une enquête de recensement portant sur toute la population est réalisée tous les cinq ans, les populations de référence des années intermédiaires étant quant à elles estimées par interpolation ou extrapolation. Pour la commune, le premier recensement exhaustif entrant dans le cadre du nouveau dispositif a été réalisé en 2005.

En 2022, la commune comptait 353 habitants, en évolution de −1,94 % par rapport à 2016 (Eure : −0,25 %, France hors Mayotte : +2,11 %).
| 1793 | 1800 | 1806 | 1821 | 1831 | 1836 | 1841 | 1846 | 1851 |
| ---- | ---- | ---- | ---- | ---- | ---- | ---- | ---- | ---- |
| 373  | 398  | 362  | 390  | 412  | 417  | 383  | 408  | 392  |

| 1856 | 1861 | 1866 | 1872 | 1876 | 1881 | 1886 | 1891 | 1896 |
| ---- | ---- | ---- | ---- | ---- | ---- | ---- | ---- | ---- |
| 375  | 373  | 363  | 309  | 294  | 267  | 259  | 248  | 263  |

| 1901 | 1906 | 1911 | 1921 | 1926 | 1931 | 1936 | 1946 | 1954 |
| ---- | ---- | ---- | ---- | ---- | ---- | ---- | ---- | ---- |
| 251  | 257  | 224  | 210  | 245  | 234  | 237  | 227  | 231  |

| 1962 | 1968 | 1975 | 1982 | 1990 | 1999 | 2005 | 2006 | 2010 |
| ---- | ---- | ---- | ---- | ---- | ---- | ---- | ---- | ---- |
| 233  | 237  | 248  | 228  | 230  | 320  | 345  | 346  | 372  |

| 2015 | 2020 | 2022 | - | - | - | - | - | - |
| ---- | ---- | ---- | - | - | - | - | - | - |
| 365  | 347  | 353  | - | - | - | - | - | - |

## Culture locale et patrimoine

### Lieux et monuments

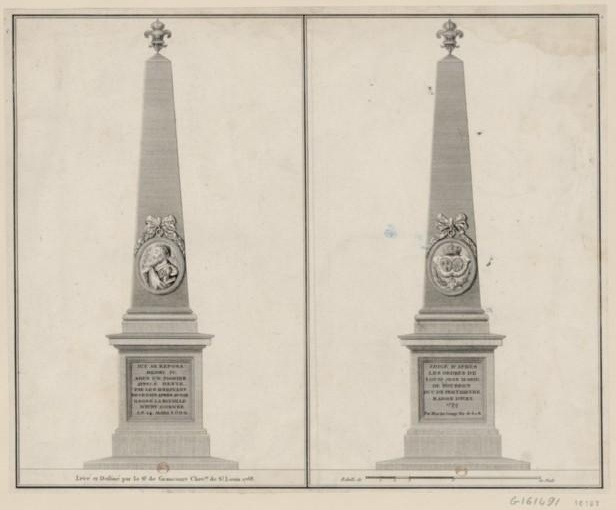
Ancien obélisque érigé en 1777.

- Pyramide commémorative de la bataille d'Ivry (obélisque) érigée en 1804 sur ordre de Bonaparte en visite dans le village en 1802 pour rappeler le souvenir du lieu où se reposa Henri IV après la bataille d'Ivry le 14 mars 1590. La légende veut en effet que le roi se reposa sous un poirier au lieu-dit de l'Ente[21], ainsi que le rappelle la plaque commémorative scellée sur le socle de l'actuel obélisque. Pour en garder le souvenir, l'un de ses descendants, Louis-Charles de Bourbon, prince d'Anet, y fit poser le 15 mai 1758 une grande pierre et ériger deux ans plus tard une petite « pyramide » au sein d'un quadrilatère délimité par un grillage en fer et cantonné aux quatre angles par une borne de pierre. Y succéda par la suite un premier obélisque, édifié en 1777 par Louis-Jean-Marie de Bourbon, duc de Penthièvre, cousin et héritier du prince. Cet obélisque était surmonté d'une fleur de lys dorée[22]. Le monument fut saccagé à la Révolution mais les médaillons de marbre et la fleur de lys, qui avaient été déposés à titre préventif par le duc de Penthièvre, furent conservés au château d'Anet dans l'appartement qu'avait occupé le Grand Dauphin.  A l'état de ruine lors de la visite du premier consul[23], l'obélisque fut réédifié sur les dessins de l'ingénieur en chef André Cahouet[24]. L'édifice est classé au titre des monuments historiques depuis 1862[25]. Renversé par la tempête de fin décembre 1999, le monument a été restauré l'année suivante. Chaque année le dernier week-end du mois d'octobre se tient une journée portes ouvertes de ce monument,  organisée par l'association de défense du patrimoine rural présidée par Richard Buhan, originaire de la commune.
- Église Saint-Martin, du Xe siècle, seule église du département à posséder deux clochers.

### Personnalités liées à la commune
C’est le pays natal de Suzanne Delérablée (née le 25 septembre 1770 et mariée le 28 janvier 1797 à Epieds, et décédée à Croth le 21 avril 1811), mère du Père Jacques-Désiré Laval. L’abbé Létard, curé de cette paroisse, fut son ami et son confident des années de séminaire et de sacerdoce et a joué un rôle important dans sa conversion. Dans la petite église du village, on voit toujours l’autel, le confessionnal et d’autres objets datant de l’époque du Père Jacques-Désiré Laval.
Stefan Wul (pseudonyme de Pierre Pairault), écrivain, résidait à Epieds à côté de l'église (il était dentiste à Ivry-la-Bataille du début des années 50 à sa retraite à la fin des années 80) et fut inhumé au cimetière de la commune le mardi 2 décembre 2003.

### Héraldique
| Blason de Épieds (Eure) | Blason  | D'azur semé de bouquets de trois épis de blé d’or noués en fleur de lis, à l'obélisque sur socle d’argent, le fût orné à sa base d’un cartouche ovale du même, accosté de deux coquilles renversées d’argent. |
| Blason de Épieds (Eure) | Détails | Création Denis Joulain. Adopté le 4 avril 2014. |